# Сайгафар
Сайгафар (баш. Сәйғәфәр) — деревня в Акмурунском сельсовете Баймакского района Республики Башкортостан России. Согласно переписи 2020 года население составляло 620 человек.
Находится на левом берегу реки Сакмары.
С 2005 года имеет современный статус, с 2008 года носит современное название.

## Географическое положение
Расстояние до:
- районного центра (Баймак): 23 км,
- центра сельсовета (Акмурун): 11 км,
- ближайшей железнодорожной станции (Сибай): 69 км.

## История
Статус деревни, сельского населённого пункта, посёлок получил согласно Закону Республики Башкортостан от 20 июля 2005 года № 211-з «О внесении изменений в административно-территориальное устройство Республики Башкортостан в связи с образованием, объединением, упразднением и изменением статуса населенных пунктов, переносом административных центров», ст.1:

6. Изменить статус следующих населенных пунктов, установив тип поселения - деревня:
 
5)  в Баймакском районе:…

е) поселка Комсомольского отделения Акмурунского сельсовета
.

## Население
| 2002 | 2009 | 2010 |
| ---- | ---- | ---- |
| 663  | ↗674 | ↘630 |

Национальный состав
Согласно переписи 2002 года, преобладающая национальность — башкиры (97 %)

## Религия
В селе есть мечеть.